# Phases (album của Angel Olsen)
| Đánh giá chuyên môn | Đánh giá chuyên môn |
| Điểm trung bình     | Điểm trung bình     |
| Nguồn               | Đánh giá            |
| ------------------- | ------------------- |
| AnyDecentMusic?     | 7,3/10              |
| Metacritic          | 79/100              |
| Nguồn đánh giá      |                     |
| Nguồn               | Đánh giá            |
| AllMusic            | [ 3 ]               |
| American Songwriter | [ 4 ]               |
| Clash               | 7/10                |
| Drowned in Sound    | 7/10                |
| Exclaim!            | 8/10                |
| NME                 | [ 8 ]               |
| Pitchfork           | 7,9/10              |

Phases là album tổng hợp của nữ nhạc sĩ người Mỹ Angel Olsen. Album được phát hành thông qua Jagjaguwar vào ngày 10 tháng 11 năm 2017.

## Danh hiệu
| Xuất bản phẩm    | Danh sách                  | Vị trí | Ng.    |
| ---------------- | -------------------------- | ------ | ------ |
| Tạp chí Crack    | Top 100 album của năm 2017 | 36     | [ 10 ] |
| Gorilla Vs. Bear | Top 60 album của năm 2017  | 45     | [ 11 ] |

## Danh sách bài hát
Tất cả các ca khúc được viết bởi Angel Olsen, trừ các ca khúc được ghi chú.
| STT              | Nhan đề                                               | Thời lượng |
| ---------------- | ----------------------------------------------------- | ---------- |
| 1.               | "Fly on Your Wall"                                    | 3:38       |
| 2.               | "Special"                                             | 7:21       |
| 3.               | "Only with You"                                       | 2:35       |
| 4.               | "All Right Now"                                       | 2:59       |
| 5.               | "Sans"                                                | 2:34       |
| 6.               | "Sweet Dreams"                                        | 3:11       |
| 7.               | "California"                                          | 3:49       |
| 8.               | "Tougher Than the Rest" (sáng tác: Bruce Springsteen) | 3:31       |
| 9.               | "For You" (sáng tác: Roky Erickson)                   | 1:54       |
| 10.              | "How Many Disasters"                                  | 2:43       |
| 11.              | "May as Well"                                         | 2:39       |
| 12.              | "Endless Road"                                        | 2:04       |
| Tổng thời lượng: | Tổng thời lượng:                                      | 38:58      |

## Xếp hạng

### Xếp hạng tuần
| Bảng xếp hạng (2017)              | Vị trí cao nhất |
| --------------------------------- | --------------- |
| Album Hoa Kỳ Folk (Billboard)     | 7               |
| Album Hoa Kỳ Top Rock (Billboard) | 46              |